# Urawa
Urawa (浦和市 Urawa-shi?) fue una ciudad ubicada en la prefectura de Saitama, Japón. El 1 de mayo de 2001 se fusionó con las ciudades de Ōmiya y Yono para formar la nueva ciudad de Saitama. La antigua ciudad de Urawa se convertiría en los nuevos barrios de Urawa-ku, Midori-ku, Minami-ku y Sakura-ku. 
En la era Edo fue un pueblo que servía de parada del camino Nakasendo que conectaba Edo con Kioto. En 1869 fue convertida en la capital de la prefectura de Urawa. Cuando las prefecturas de Iwatsuki, Oshi y Urawa se unieron para formar la prefectura de Saitama en 1871, Urawa fue convertida en la capital de la prefectura. Tras el Gran Terremoto de Kantō comenzó a crecer y a modernizarse y en 1934 se fusionó con varias villas y se convirtió en una ciudad. Finalmente en 2001 se fusionó con otras ciudades para formar la ciudad de Saitama.